# Закриничное
Закрини́чное (укр. Закриничне) — село в Изяславском районе Хмельницкой области Украины.
Население по переписи 2001 года составляло 102 человека. Почтовый индекс — 30315. Телефонный код — 3852. Занимает площадь 0,607 км². Код КОАТУУ — 6822184504.

## Местный совет
30314, Хмельницкая обл., Изяславский р-н, с. Мякоты, ул. Чулкова, 3